# NGC 2670
NGC 2670 é um aglomerado aberto na direção da constelação de Vela. O objeto foi descoberto pelo astrônomo John Herschel em 1836, usando um telescópio refletor com abertura de 18,6 polegadas. Devido a sua moderada magnitude aparente (+7,8), é visível apenas com telescópios amadores ou com equipamentos superiores. 